# Immeuble Garacci-Bensa
L'immeuble Garacci-Bensa de Nice datant du XIXe siècle. Il est situé au no 9 rue Longchamp
et no 6 rue Maréchal-Joffre. 

## Historique
Le bâtiment a été édifié en deux campagnes : 
- un premier bâtiment est réalisé vers 1870, par Charles Garacci, peintre de genre niçois ;
- puis, entre 1897 et 1904, Charles Bensa, construit deux étages supplémentaires.

L'édifice possède un décor stuqué à sujets mythologiques.
L'édifice est inscrit au titre des monuments historiques le 5 mai 1995.